# Piaggio P.9
Il Piaggio P.9 fu un aereo da turismo monomotore ad ala alta sviluppato dall'azienda aeronautica italiana S.A. Piaggio & C. nei tardi anni venti e rimasto allo stadio di prototipo.
Destinato al mercato dell'aviazione generale italiana del periodo venne realizzato in un solo esemplare utilizzato come aereo da addestramento nelle scuole di volo civili della Reale Unione Nazionale Aeronautica (RUNA).

## Storia del progetto
Nel gennaio 1928 il Ministero dell'aeronautica emise una specifica per la realizzazione di un velivolo leggero da utilizzarsi nel ruolo di addestratore basico per le scuole di volo, ad esempio la Reale Unione Nazionale Aeronautica (RUNA), come aereo da collegamento e da turismo. Al bando di concorso parteciparono la quasi totalità delle aziende di produzione aeronautica del territorio nazionale che presentarono il loro prototipo nelle prove comparative del febbraio 1929. Alla fine furono ben dieci i progetti che vennero ritenuti all'altezza dei requisiti richiesti, sviluppati dalla Ansaldo, poi realizzata dalla Fiat Aviazione, dalla divisione aeronautica della Ernesto Breda, dalla Cantieri Aeronautici Bergamaschi, azienda del gruppo Caproni, dalla divisione aeronautica della Cantieri Riuniti dell'Adriatico, dalla Caproni stessa, dalla Meridionali (IMAM), dall'Aeronautica Macchi, dalla Piaggio & C. e dalla Piero Magni aviazione.
La Piaggio affidò il progetto al proprio ufficio tecnico, curato dall'ingegnere Giovanni Pegna che qualche tempo dopo riceverà l'incarico di direttore tecnico, il quale disegnò un velivolo monomotore, monoplano ad ala alta dalla struttura lignea, caratterizzato principalmente dalla cabina di pilotaggio chiusa.
Il prototipo venne ultimato nel 1929, inizialmente in configurazione idrovolante a scarponi, e portato in volo per la prima volta nel corso di quello stesso anno, quindi modificato con un carrello d'atterraggio fisso per poter operare da terra. In quest'ultima configurazione inizierà una serie di prove decollando dal nuovo campo di aviazione di Villanova d'Albenga.
Avviato a test comparativi con i concorrenti Bonomi B-2, Breda Ba.15, CAB C.4, CANT 26, Caproni Ca.100 "Caproncino", Fiat-Ansaldo A.S.1, Gabardini B.7, Romeo Ro.5 e Macchi M.70, nonostante fosse riuscito ad esprimere risultati giudicati interessanti, la commissione esaminatrice dichiarò vincitrice la proposta della Fiat-Ansaldo e la Piaggio decise di abbandonarne lo sviluppo.

## Utilizzatori
Italia
- Reale Unione Nazionale Aeronautica (RUNA)

### Pubblicazioni
- (EN) Piaggio "P-9", in Flight, vol. 21, IPC Transport Press Limited, 4 ottobre 1929.